# M26-os busz (Székesfehérvár)
A székesfehérvári M26-os jelzésű autóbusz a Videoton és az Európa Ipari Park között közlekedik,megszűnt a gyári műszakváltások idején. A viszonylatot a Volánbusz üzemelteti. Az autóbuszjárat 2023. május 13-tól egybeolvad a 23-as autóbuszjárattal.

## Útvonala
| Európa Ipari Park felé                                                                   | Videoton felé                                                                            |
| ---------------------------------------------------------------------------------------- | ---------------------------------------------------------------------------------------- |
| Videoton vá. – Berényi út – Szent Flórián körút – Aszalvölgyi út – Európa Ipari Park vá. | Európa Ipari Park vá. – Aszalvölgyi út – Szent Flórián körút – Berényi út – Videoton vá. |

## Megállóhelyei
| 0 | Videoton végállomás          | 5 | 23, 23E, 26, 26A, 26G, 31, 31E, 32 718, 8010, 8011, 8013, 8030, 8035 | Videoton, Váci Mihály Ipari Szakképző Iskola és Kollégium |
| 1 | Cento utca                   | 4 | 23, 26, 26A, 26G, 32                                                 | Videoton Oktatási Központ                                 |
| 4 | Csucskai utca                | 1 | 23, 27, 38                                                           | PCE Paragon Solutions Kft.                                |
| 5 | Európa Ipari Park végállomás | 0 | 27, 38                                                               | Visteon Hungary Kft.                                      |